# Mecistocephalus tridens
Mecistocephalus tridens är en mångfotingart som beskrevs av Chamberlin 1922. Mecistocephalus tridens ingår i släktet Mecistocephalus och familjen storhuvudjordkrypare. Inga underarter finns listade i Catalogue of Life.